# Lloyd Owen
Richard Marcus Lloyd Owen (ur. 14 kwietnia 1966 w Londynie) – brytyjski aktor. Ma w dorobku role filmowe, telewizyjne i teatralne. Wystąpił w roli profesora doktora Henry’ego Jonesa Sr., ojca tytułowego bohatera w serialu ABC Kroniki młodego Indiany Jonesa (The Young Indiana Jones Chronicles, 1992–1993) i jako adwokat William Heelis w dramacie biograficznym Miss Potter (2006).

## Życiorys

### Wczesne lata
Urodził się w Charing Cross w centralnym Londynie jako syn Patricii Mort i brytyjski aktor brytyjskiego aktora Glyna Owena. Oboje jego rodzice byli Walijczykami i mocno identyfikowali się ze swoim walijskim dziedzictwem. Wychowywał się z młodszą siostrą Cathy (ur. 1968). Uczęszczał do londyńskiego liceum Sir Roger Cholmeley’s School at Highgate. Opuścił szkołę w wieku 16 lat, aby uczyć się aktorstwa w londyńskim National Youth Theatre. Studiował w Royal Academy of Dramatic Art.

### Kariera
W 1986 wystąpił jako Sebastian w sztuce Williama Shakespeare’a Wieczór Trzech Króli w Stratford-upon-Avon. W 1989 zagrał Laertesa w Hamlecie w Haymarket Theatre.
Po gościnnym występie w serialach takich jak Boon (1988), The Chief (1991) z Rogerem Lloydem-Packiem, Forever Green (1992) z Pauline Collins i Stay Lucky (1993) z Dougrayem Scottem, od 4 marca 1992 do 31 lipca 1993 grał postać profesora doktora Henry’ego Jonesa Sr., ojca Indiany Jonesa (Corey Carrier) w serialu  Kroniki młodego Indiany Jonesa (The Young Indiana Jones Chronicles). Następnie został obsadzony w roli Charliego MacFella w odnoszącym sukcesy brytyjskim miniserialu wojennym The Cinder Path (1994) z Catherine Zetą-Jones.
W 1997 wystąpił jako Nick w przedstawieniu Edwarda Albeego Kto się boi Virginii Woolf? w Aldwych Theatre. W serialu muzycznym CBS Viva Laughlin (2007) wystąpił w głównej roli jako właściciel kasyna Ripley Holden.

## Życie prywatne
Żonaty z aktorką Juliette Mole, z którą ma dwoje dzieci: syna Maxima i córkę Mimi.

## Filmografia

### Filmy
- 1996: Przygody młodego Indiany Jonesa: Podróże z ojcem jako profesor Henry Jones
- 1999: Młody Indiana Jones: Wakacyjna przygoda jako profesor Henry Jones
- 2002: The Seasons Alter jako Oberon
- 2002: Dead Gorgeous jako Vic
- 2004: Zdjęcie jako Jake Wells
- 2006: Miss Potter jako William Heelis
- 2006: Przygody młodego Indiany Jonesa: Wielkie zmiany jako profesor Henry Jones
- 2010: Apollo 18 jako Nathan Walker
- 2013: Free Ride jako kapitan
- 2015: Der Beobachter jako Tom Ward
- 2017: Kryptonim HHhH jako komendant Schuster
- 2018: Thugs of Hindostan jako John Clive

### Seriale
- 1992–1993: Kroniki młodego Indiany Jonesa jako profesor Henry Jones
- 1993: All in the Game jako Darren Matthews
- 1994: Ścieżka losu jako Charlie MacFell
- 2001: Hearts and Bones jako James
- 2001–2002: Des del Balcó jako Patrick
- 2002–2005: Pan na dolinie jako Paul Bowman-MacDonald
- 2006–2007: The Innocence Project jako profesor Jon Ford
- 2015: You, Me and the Apocalypse jako prezydent USA
- 2019: Cleaning Up jako Swanny
- 2022: Władca Pierścieni: Pierścienie Władzy jako Elendil

### Gry
- 2011: Star Wars: The Old Republic różne głosy
- 2017: Horizon Zero Dawn jako Ted Faro / Jarm

Ponadto epizodycznie występował w takich serialach jak: Na sygnale, Stay Lucky, Forever Green, Morderstwa w Midsomer, Harbour Lights, The Vice, Każdy z każdym, Żądza krwi, Śmierć pod palmami, Paragraf Kate, The Originals i Milczący świadek.